# Allébron
Allébron est un pont routier et de tramway du quartier de Södra Hammarbyhamnen à Stockholm en Suède,. 

## Situation
L'Allébron est un pont qui enjambe le canal de Sickla dans le quartier de Södra Hammarbyhamnen et le quartier de Hammarby Sjöstad. 
Le pont a été construit en 2000 et a été conçu par Rundquist Architects en Collaboration avec KHR architectes AS. 
Le pont est emprunté par la rue Lugnets Allé dans les zones de Sickla udde (sv) et Sickla kaj (sv). 
L'Allébron a l'apparence d'un disque mince et transporte à la fois les piétons, les voitures et les rames du Tvärbanan.

## Galerie

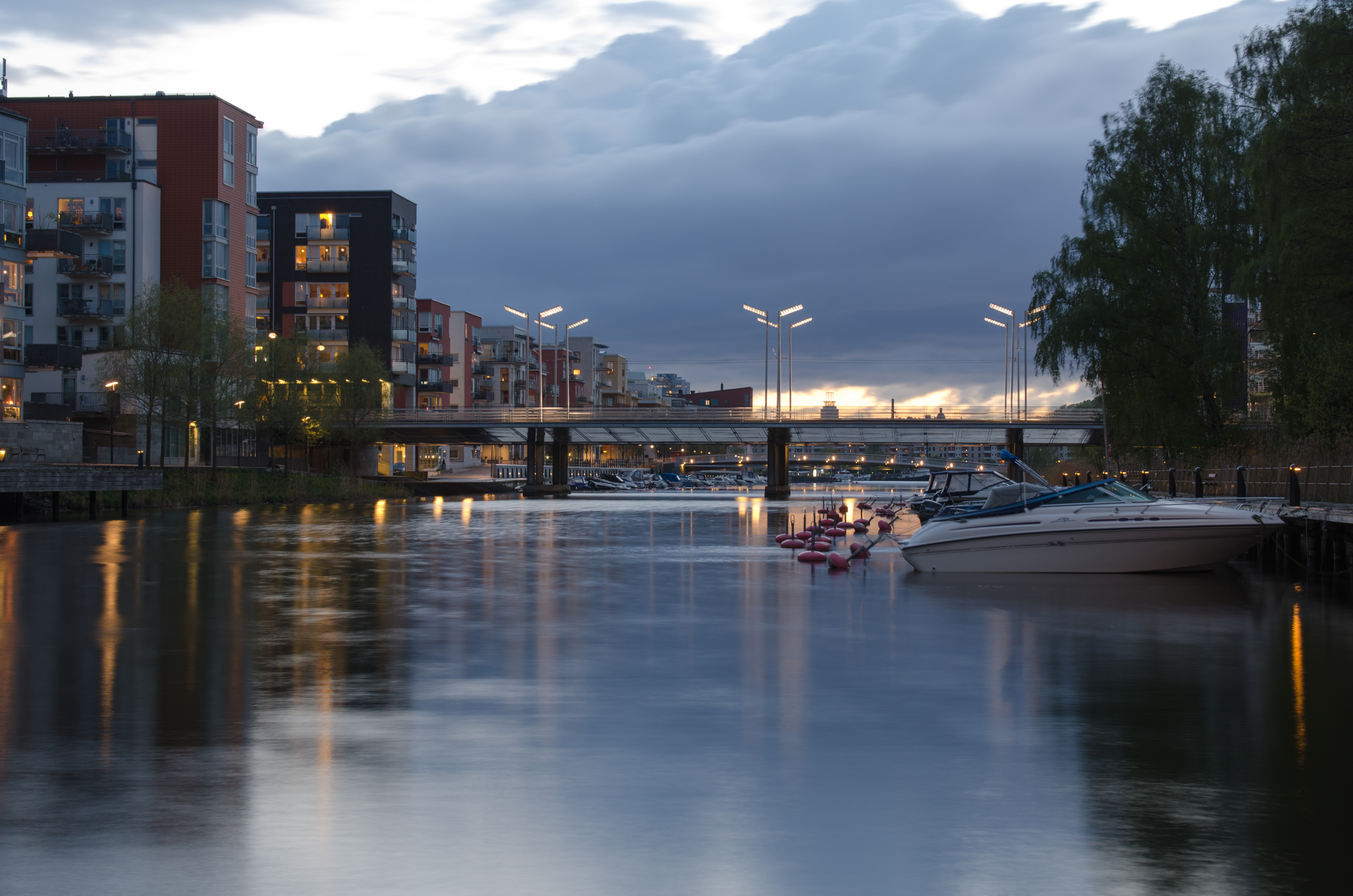
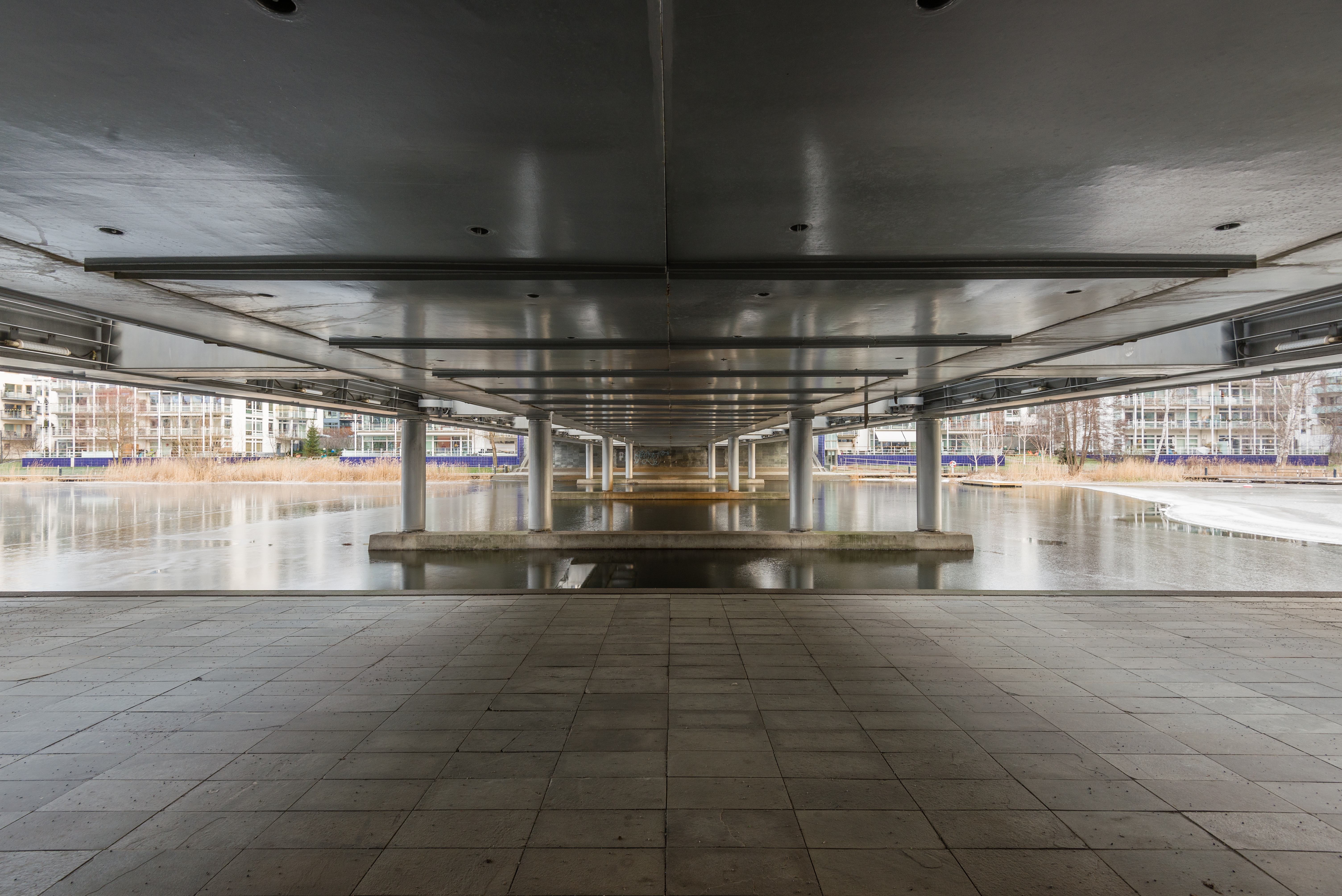
Le pont vu d'en dessous.
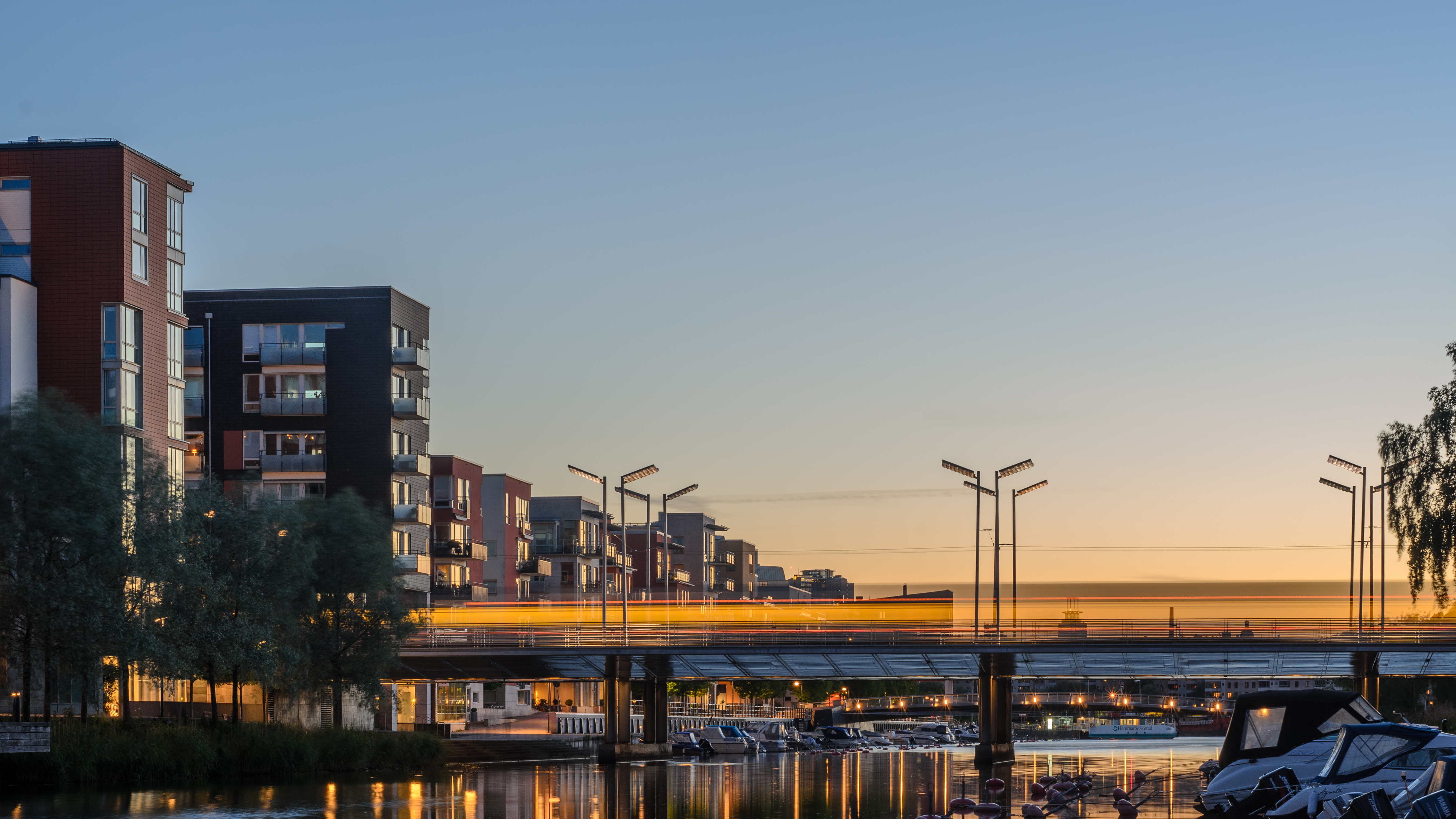
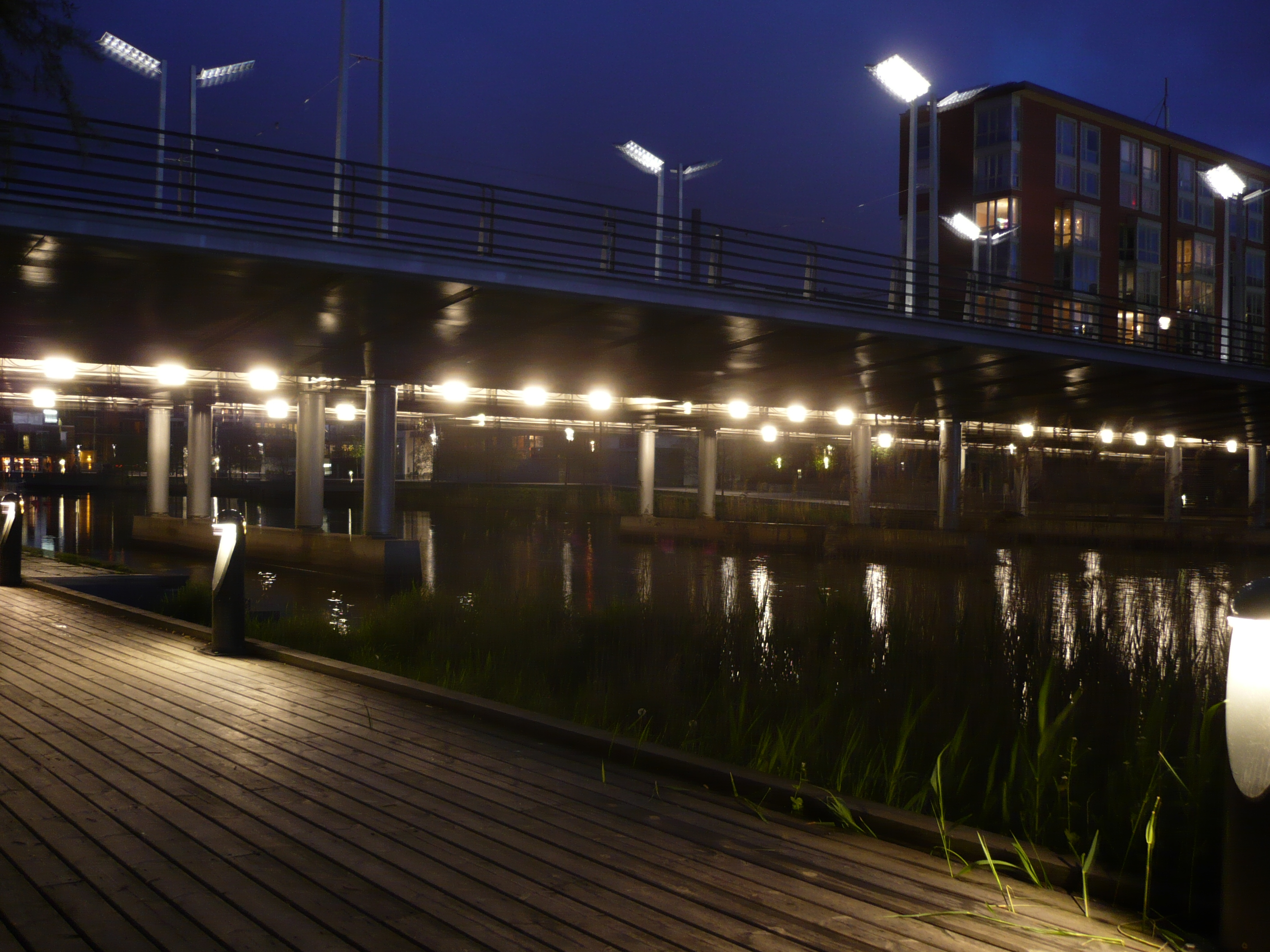